# Aphelocoma unicolor
Aphelocoma unicolor là một loài chim trong họ Corvidae.